# Junta de Investigación de Accidentes de Aviación Civil
La Junta de Investigación de Accidentes de Aviación Civil (JIAAC) fue un organismo descentralizado bajo la órbita del Ministerio de Transporte de la Nación Argentina que investigaba accidentes aéreos. Tenía como misión determinar las causas de los accidentes e incidentes acaecidos en el ámbito de la aviación civil, para luego recomendar acciones eficaces dirigidas a evitar la ocurrencia de sucesos aéreos en el futuro. Con sede en Buenos Aires, el organismo trabajaba para promover la seguridad operacional en todo el ámbito de la aviación civil, nacional e internacional. Contaba con cuatro regiones administrativas. El organismo fue absorbido por la Junta de Seguridad en el Transporte (JST) en 2019, según lo estipulado por la Ley 27.514.
Se trata de un organismo que fue absorbido en el 2019 por la Junta de Seguridad en el Transporte (JST), según lo estipulado por la Ley 27.514. La JST, a cargo de Julián Obaid, amplió sus estudios e investigaciones a todos los modos de transporte. Investiga tanto los accidentes e incidentes aeronáuticos como los ferroviarios, automotores, marítimos, fluviales y lacustres, y también los de interfaz multimodal.

## Historia
El 11 de abril de 1951 la Organización de Aviación Civil Internacional (OACI) publica el Anexo XIII al Convenio de Chicago, bajo el título "Aircraft Accident Inquiry" ("Indagación de Accidente de Aeronave") recién en la cuarta edición del Anexo XIII el plenario de la asamblea de OACI adopta el nombre "Aircraft Accident Investigation" ("Investigación de Accidentes de Aeronaves") el 18 de diciembre de 1975. 
Mientras una indagación es un proceso en el que las personas investigan o exploran un problema o asunto específicos para recopilar información y conocimientos, mientras que una investigación es un proceso sistemático y exhaustivo de recopilación y análisis de pruebas e información para descubrir hechos o detalles sobre un tema en particular.
El 15 de mayo de 1952 sesiona por primera vez la Junta Consultiva de Accidentes de Aviación Civil dentro de la órbita de la Subsecretaría de Aviación Civil del Ministerio de Aeronáutica, como una comisión que se constituía toda vez que se producía un accidente de aviación. El primer accidente que investiga es el ocurrido a la aeronave Douglas DC-3 matrícula LV-ADG de Aerolíneas Argentinas el 21 de junio de 1951 en el aeropuerto de Puerto Deseado, provincia de Santa Cruz.
El 12 de enero de 1954 por Decreto 299/54 se constituye en forma permanente la Junta de Investigación de Accidentes de Aviación Civil, también dentro de la órbita de la Subsecretaría De Aviación Civil del Ministerio de Aeronáutica de la Nación. El 14 de octubre de 1968 pasa a depender del Comando de Regiones Aéreas de la Fuerza Aérea Argentina, hasta el 15 de marzo de 2007, cuando pasa a depender de la órbita de la Administración Nacional de Aviación Civil (ANAC). Por recomendación de OACI en el año 2010 se transforma en organismo autárquico con independencia funcional de la autoridad de aplicación, bajo la órbita del Ministerio de Transporte.
El 28 de agosto de 2019, por ley 27.514, sancionada por unanimidad en todas las cámaras del Congreso de la Nación, se crea la Junta de Seguridad en Transporte que entra en funciones en abril de 2020. Las funciones la hasta entonces JIAAC pasan a integrar la Dirección Nacioal de Investigación de Sucesos Aeronáuticos, dentro de la Junta de Seguridad en el Transporte, también bajo la órbita del Ministerio de Transporte.

## Funciones
- Desarrollar la investigación de los accidentes de aviación civil que se produzcan.

- Notificar internacionalmente a quien corresponda los accidentes o incidentes graves (Anexo 13, Octava Edición - 1994).

- Determinar o aprobar, según corresponda, las causas probables de los accidentes/incidentes investigados.

- Recomendar a los organismos pertinentes las acciones eficaces que puedan prevenir la ocurrencia futura de accidentes/incidentes similares a los investigados, promoverlas en el seno de la comunidad aeronáutica civil y en las instituciones públicas y privadas relacionadas con la actividad aérea o que puedan influir sobre ella.

- Mantener las relaciones previstas por el Anexo 13 al Convenio sobre Aviación Civil Internacional, con OACI y con los organismos encargados de la investigación de accidentes de aviación civil de otros países.

- Integrar eventualmente, cuando sea necesario, el cuerpo de investigadores con especialistas de cualquiera de los organismos oficiales, empresa, institución o particular. A los fines expuestos y sin perjuicio de sus funciones dicho personal quedará técnicamente subordinado a la JIAAC hasta la finalización de su cometido.

- Recabar la participación de especialistas para el cumplimento de su misión. A tal fin propondrá, cuando sea pertinente, la contratación de este personal para obtener asesoramiento específico.

- Recopilar en informática los datos atinentes a los accidentes de aviación civil.

- Publicar y difundir, como contribución a la seguridad aérea, la recopilación de informes y estadísticas relativas a los accidentes/incidentes de aviación civil y comentarios de los mismos.

- Realizar eventualmente cursos para la formación de personal especializado en la investigación de accidentes de aviación y proponer la designación de personal para efectuar cursos de especialización.

## Personal
- Presidenta: Pamela Suárez

- Director Nacional de Investigaciones: Lic. Daniel Barafani

- Director de Control de Gestión: Juan Mangiameli

- Director de Laboratorio Técnico: Augusto De Santis

- Directora de Asuntos Jurídicos: Cecilia Fernández